# Metadubbelverhoogde afgeknotte dodecaëder
Een metadubbelverhoogde afgeknotte dodecaëder is in de meetkunde het johnson-lichaam J70. Deze ruimtelijke figuur kan worden geconstrueerd door twee vijfhoekige koepels J5 op twee tienhoekige zijvlakken van een afgeknotte dodecaëder te plaatsen, die niet tegenover of naast elkaar liggen. De verhoogde afgeknotte dodecaëder J68, de paradubbelverhoogde afgeknotte dodecaëder J69 en de drievoudig verhoogde afgeknotte dodecaëder J71 worden ook geconstrueerd door vijfhoekige koepels op een afgeknotte dodecaëder te plaatsen, maar die lichamen zijn anders. Het gaat daarbij om een, twee en drie vijfhoekige koepels.
- (en)  MathWorld. Metabiaugmented Truncated Dodecahedron.